# Nedinotus
Nedinotus is een geslacht van vliesvleugeligen uit de familie Pteromalidae. De wetenschappelijke naam van dit geslacht is voor het eerst geldig gepubliceerd in 1991 door Boucek.

## Soorten
Het geslacht Nedinotus is monotypisch en omvat slechts de volgende soort:
- Nedinotus beogradensis Boucek, 1991